# Polycarpaea hassalensis
Polycarpaea hassalensis är en nejlikväxtart som beskrevs av D.F. Chamberlain. Polycarpaea hassalensis ingår i släktet Polycarpaea och familjen nejlikväxter. Inga underarter finns listade i Catalogue of Life.